# Fernando Villalpando
Fernando Villalpando Domínguez (ur. 2 września 1996 w Juchipili) – meksykański piłkarz występujący na pozycji napastnika.